# 6537 Adamovich
6537 Adamovich eller 1979 QK6 är en asteroid i huvudbältet som upptäcktes den 19 augusti 1979 av den rysk-sovjetiske astronomen Nikolaj Tjernych vid Krims astrofysiska observatorium på Krim. Den har fått sitt namn efter Ales Adamovitj.
Asteroiden har en diameter på ungefär 4 kilometer och den tillhör asteroidgruppen Flora.